# Neuer jüdischer Friedhof (Skalica)
Koordinaten: 48° 50′ 55″ N, 17° 13′ 32,7″ O

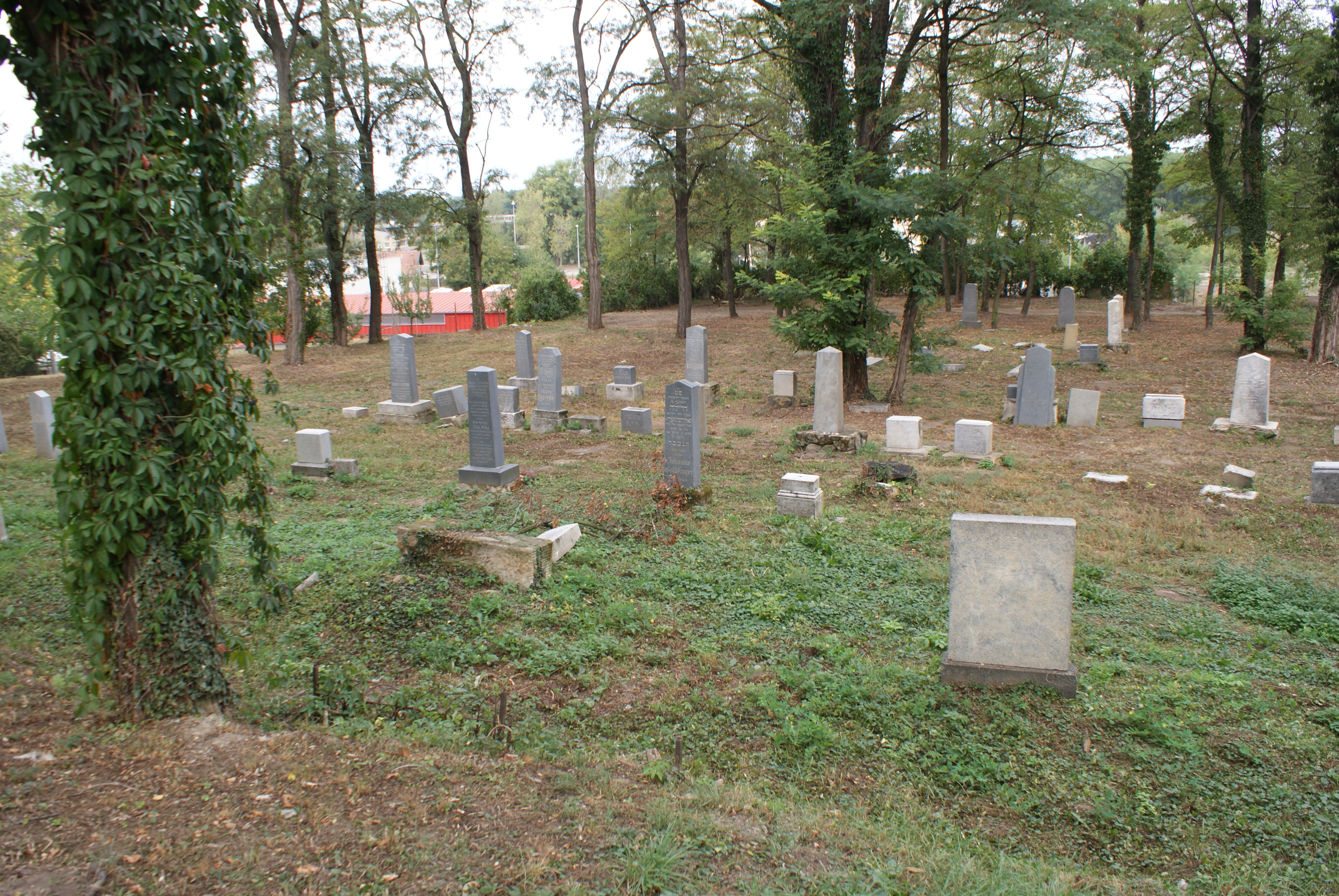
Neuer jüdischer Friedhof in Skalica

Der Neue jüdische Friedhof in Skalica, einer slowakischen Stadt im Bezirk Skalica, wurde Anfang des 19. Jahrhunderts errichtet und bis zum Zweiten Weltkrieg belegt.
Der jüdische Friedhof, einen Kilometer nördlich des Zentrums gelegen, ist ein geschütztes Kulturdenkmal.